# Galleria Umberto I
La galleria Umberto I è una galleria commerciale costruita a Napoli tra il 1887 e il 1890. È intitolata a Umberto I d'Italia, come omaggio al Re e in ricordo della sua generosa presenza durante l'epidemia di colera del 1884, che mostrò l'esigenza di un risanamento della città.

## Storia
La zona su cui sorge la galleria era già intensamente urbanizzata nel XVI secolo ed era caratterizzata da un groviglio di strade parallele raccordate da brevi vicoli, che da via Toledo sboccavano di fronte a Castel Nuovo. Questi vicoli godevano di cattiva fama in quanto vi si trovavano taverne (famigerata era la taverna della Cagliantese o Cagliantesa), case di malaffare e vi si consumavano delitti di ogni genere. La fama conquistata dalla zona nei secoli, già nota a Giambattista Basile che immortalò le donne di malaffare del luogo nella sua opera Le muse napolitane, si mantenne per quasi tutto l'Ottocento.
Negli anni ottanta del XIX secolo il degrado del luogo toccò punte estreme: nei vicoli si ergevano edifici a sei piani, la situazione igienica era pessima e non fa meraviglia che tra il 1835 ed il 1884 in questa area si fossero verificate ben nove epidemie di colera. Sotto la spinta dell'opinione pubblica, dopo l'epidemia del 1884 si cominciò a considerare un intervento governativo.
Nel 1885 fu approvata la legge per il risanamento della città di Napoli (quel periodo fu appunto detto "del risanamento"), grazie alla quale la zona di Santa Brigida ricevette una nuova definizione territoriale. Furono presentate varie proposte, il progetto che risultò vincente fu quello dell'ingegner Emmanuele Rocco, poi ripreso da Antonio Curri ed ampliato da Ernesto di Mauro successivamente. Tale progetto prevedeva una galleria a quattro braccia che si intersecavano in una crociera ottagonale coperta da una cupola. Le demolizioni degli edifici preesistenti (ad esclusione del palazzo Capone) iniziarono il 1º maggio 1887 ed il 5 novembre dello stesso anno fu posta la prima pietra dell'edificio. Nel giro di tre anni, precisamente il 19 novembre 1890, la nuova galleria veniva inaugurata.

### Incidente del 2014
Il pomeriggio del 5 luglio 2014 è avvenuto il crollo di una parte del cornicione del rosone della galleria, presso l'entrata in via Toledo: un ragazzo di tredici anni, Salvatore Giordano (Marano di Napoli, 13 novembre 2000 – Napoli, 9 luglio 2014) è rimasto gravemente ferito dal crollo, morendo all'ospedale Loreto Mare dopo quattro giorni di agonia.

## Descrizione

### Esterno
L'ingresso principale, che si apre su via San Carlo, è costituito da una facciata ad esedra, che in basso presenta un porticato architravato, retto da colonne di travertino e due archi ciechi, l'uno d'accesso alla galleria, l'altro aperto sull'ambulacro. Seguono un ordine di finestre a serliana, separate da coppie di lesene dal capitello composito, ed un secondo piano con finestre a bifora e lesene simili alle precedenti. L'attico presenta coppie di finestre quadrate e lesene dal capitello tuscanico, queste ultime tra le finestre sono scanalate.
L'arco di destra mostra, sulle colonne, da sinistra verso destra, l'Inverno, la Primavera, l'Estate e l'Autunno, soggetti tradizionali che rappresentano lo svolgersi del tempo a cui sono legate le attività umane, il Lavoro e il Genio della scienza. Sul fastigio troviamo il Commercio e l'Industria semisdraiati ai lati della Ricchezza, miti della società borghese.
L'arco di sinistra mostra, sulle colonne, i quattro continenti l'Europa, l'Asia, l'Africa e l'America. Nelle nicchie invece sono rappresentati, a sinistra, la Fisica e, a destra, la Chimica. Sul fastigio, sdraiati, il Telegrafo, a destra, e il Vapore, a sinistra che affiancano la figura dell'Abbondanza. Si presenta dunque un'immagine positiva della scienza e del progresso capaci di unificare le diverse parti del mondo. Nel soffitto del porticato si notano una serie di tondi con divinità classiche. Gli dei raffigurati sono Diana, Crono, Venere, Giove, Mercurio e Giunone.
Le facciate minori hanno una struttura simile ma presentano unicamente decorazioni in stucco. La facciata su via Toledo reca, ai lati dell'ingresso, due coppie di putti con scudi nei quali sono rappresentati gli emblemi dei due seggi di Napoli: il cavallo frenato per Capuana a destra, ed una porta per Portanova a sinistra. La facciata su via Santa Brigida presenta, negli scudi retti dai putti, gli emblemi dei seggi di Porto, con l'uomo marino a sinistra, e di Montagna con i monti a destra. Ai lati dell'arco ci sono due pannelli allusivi alla guerra e alla pace. La facciata di via Verdi ha, negli scudi, gli emblemi del seggio di Nido, con un cavallo sfrenato a sinistra, e del Popolo, con la P a destra. Ai lati dell'arco sono presenti due pannelli allusivi all'abbondanza e alla ricchezza caratterizzati dalla coltivazione della terra e dall'esercizio della navigazione.

### Interno
L'interno della galleria è costituito da due strade che si incrociano ortogonalmente, coperte da una struttura in ferro e vetro. Le delimitano alcuni palazzi, quattro dei quali con accesso dall'ottagono centrale. Le loro facciate rispecchiano quella principale: l'ordine inferiore, infatti, è diviso da grandi lesene lisce, dipinte a finto marmo che inquadrano gli ingressi dei negozi e dei soprastanti mezzanini. Seguono al primo piano le serliane, al secondo le bifore, nell'attico le finestre quadrate.
La volta in vetro e ferro, progettata da Paolo Boubée, riesce ad armonizzarsi perfettamente con la struttura in muratura: a ciò contribuisce lo stretto rapporto fra le strutture portanti in muratura e quelle in ferro. Negli otto pennacchi della cupola otto figure femminili in rame sostengono altrettanti lampadari. Gli ampi ventagli posti nelle testate dei bracci recano complesse scene in stucco, tutte in relazione con la musica. Sul tamburo della cupola, decorato con finestre a semicerchio, è visibile la Stella di Davide, riproposta in tutte e quattro le finestre. La ragione della sua presenza è dovuta al fatto che la Galleria Umberto I è la sede storica della massoneria napoletana, in particolare della loggia massonica Grande Oriente d'Italia. La stella di David in questo caso - oltre essere sé stessa - in quanto è formata da due triangoli invertiti, rappresenta il simbolo della massoneria.
Nel pavimento sotto la cupola si trovano mosaici con venti e segni dello zodiaco firmati dalla ditta Padoan di Venezia, che li realizzò nel 1952 a sostituzione degli originali danneggiati dal calpestio e dalla guerra. I bombardamenti provocarono la distruzione di tutte le coperture in vetro. Presso gli ingressi busti e lapidi commemorano luoghi scomparsi e coloro che parteciparono alla realizzazione dell'opera.
Nel braccio verso via Verdi si trova una scritta che ricorda la locanda Moriconi che nel 1787 aveva ospitato Goethe. Entrando invece dal lato del Teatro San Carlo ci si imbatte nella lapide dedicata a Paolo Boubée. Nella parte sottostante la galleria esiste un'altra crociera, di dimensioni minori, con al centro il teatro della Belle Époque, il Salone Margherita, che per più di vent'anni fu la sede principale dello svago notturno dei napoletani, accogliendo diversi importanti personalità nazionali come: Matilde Serao, Salvatore Di Giacomo, Gabriele D'Annunzio, Roberto Bracco, Ferdinando Russo, Eduardo Scarfoglio, Francesco Crispi e John Horne Burns, il quale ambientò a Napoli il romanzo The Gallery (1947), titolo che prende il nome dalla Galleria..

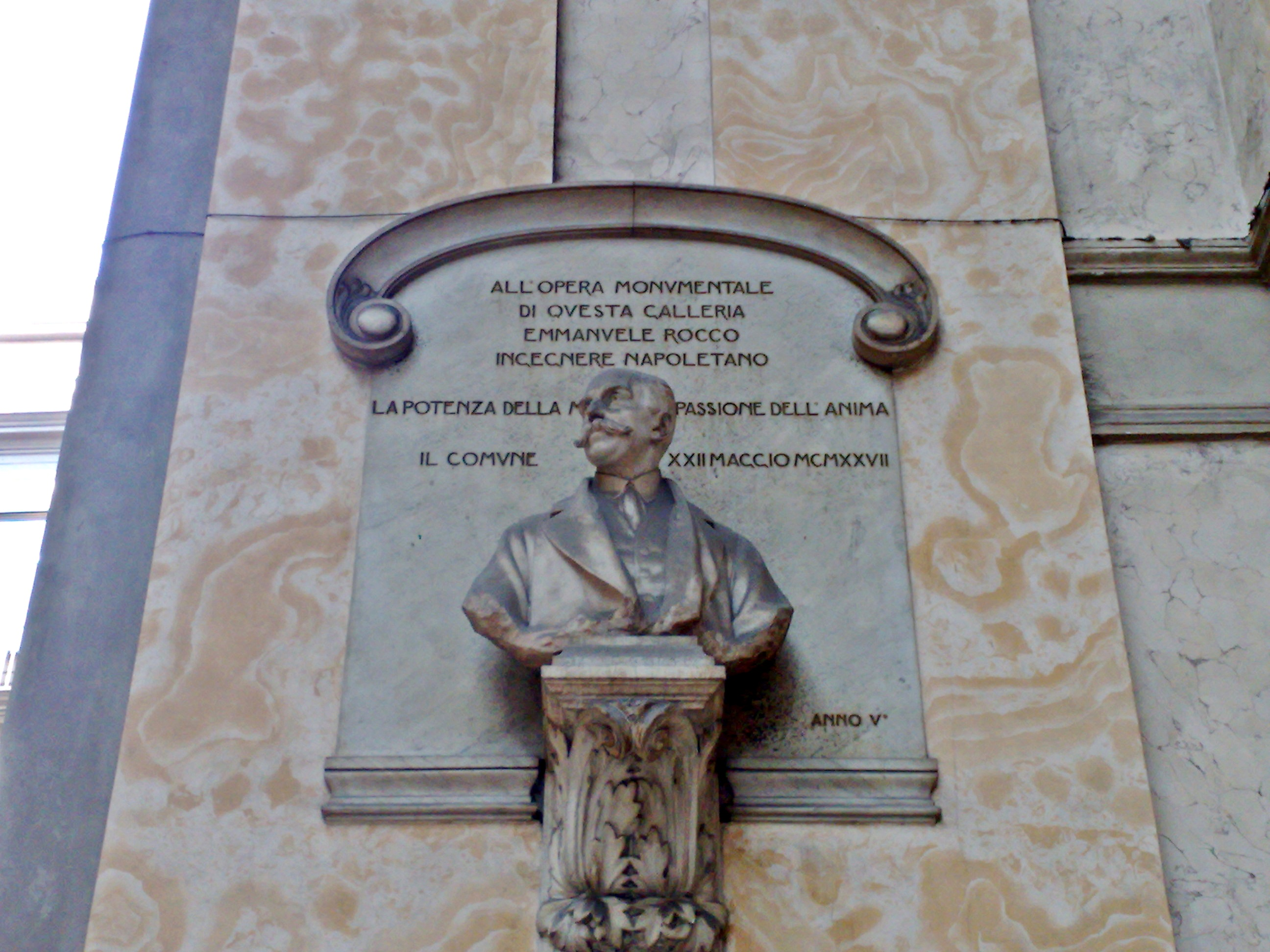
Monumento all'architetto Emmanuele Rocco
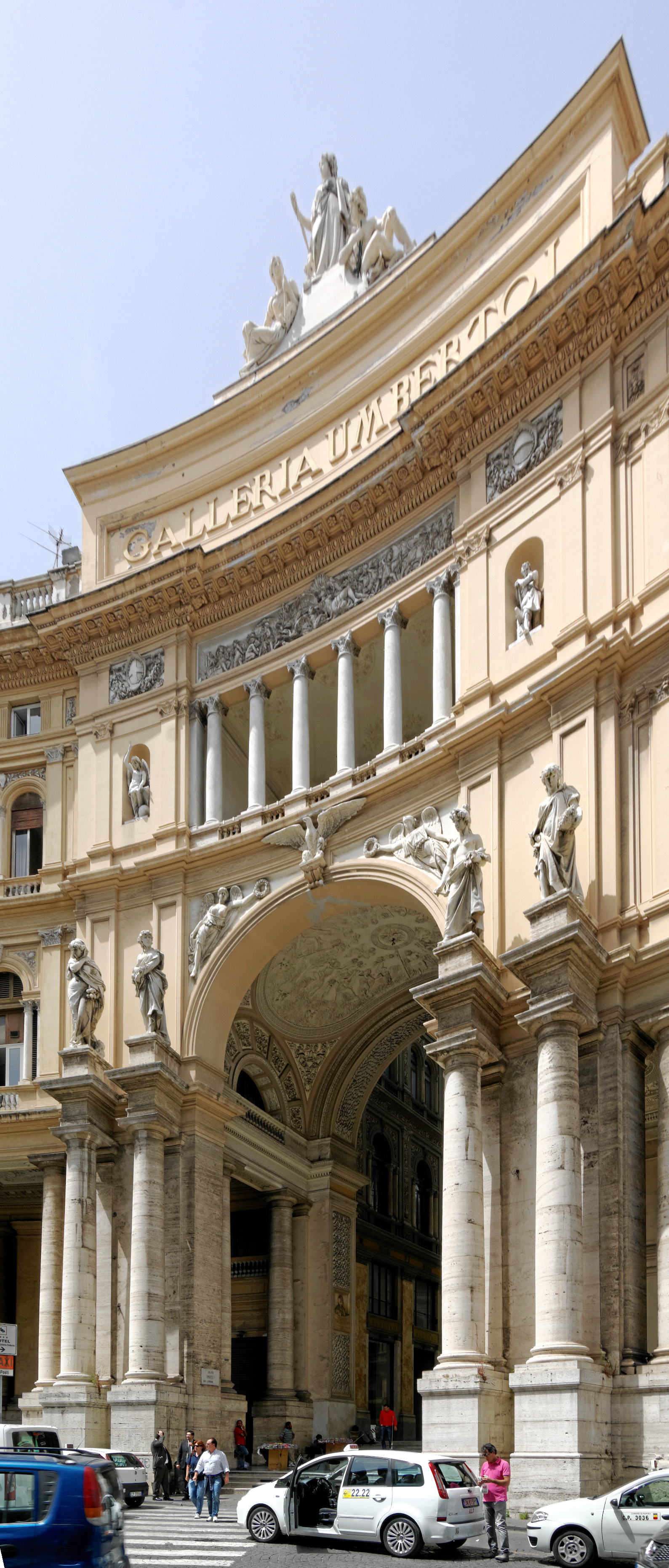
Ingresso principale
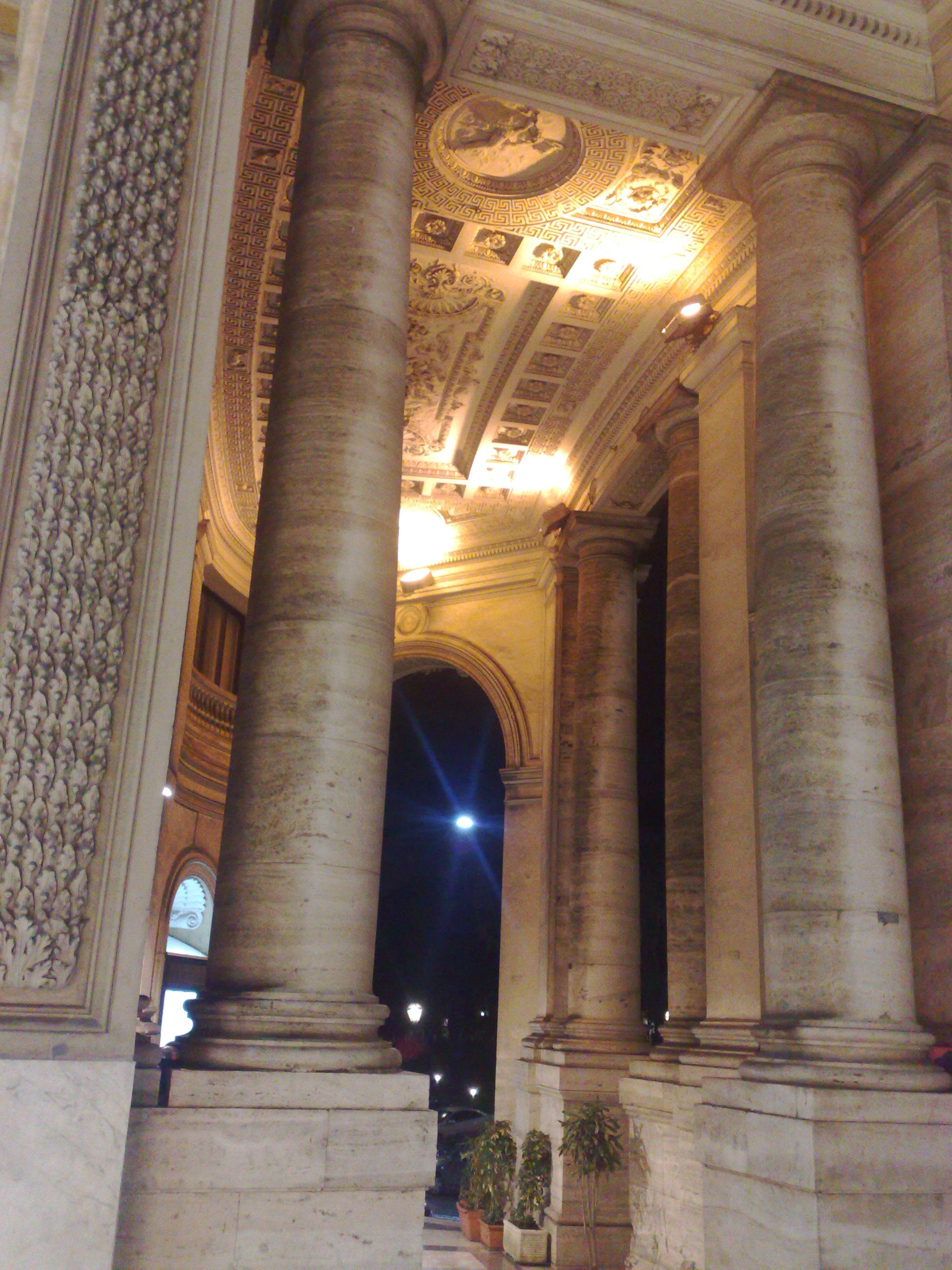
Particolare del soffitto dell'ingresso principale
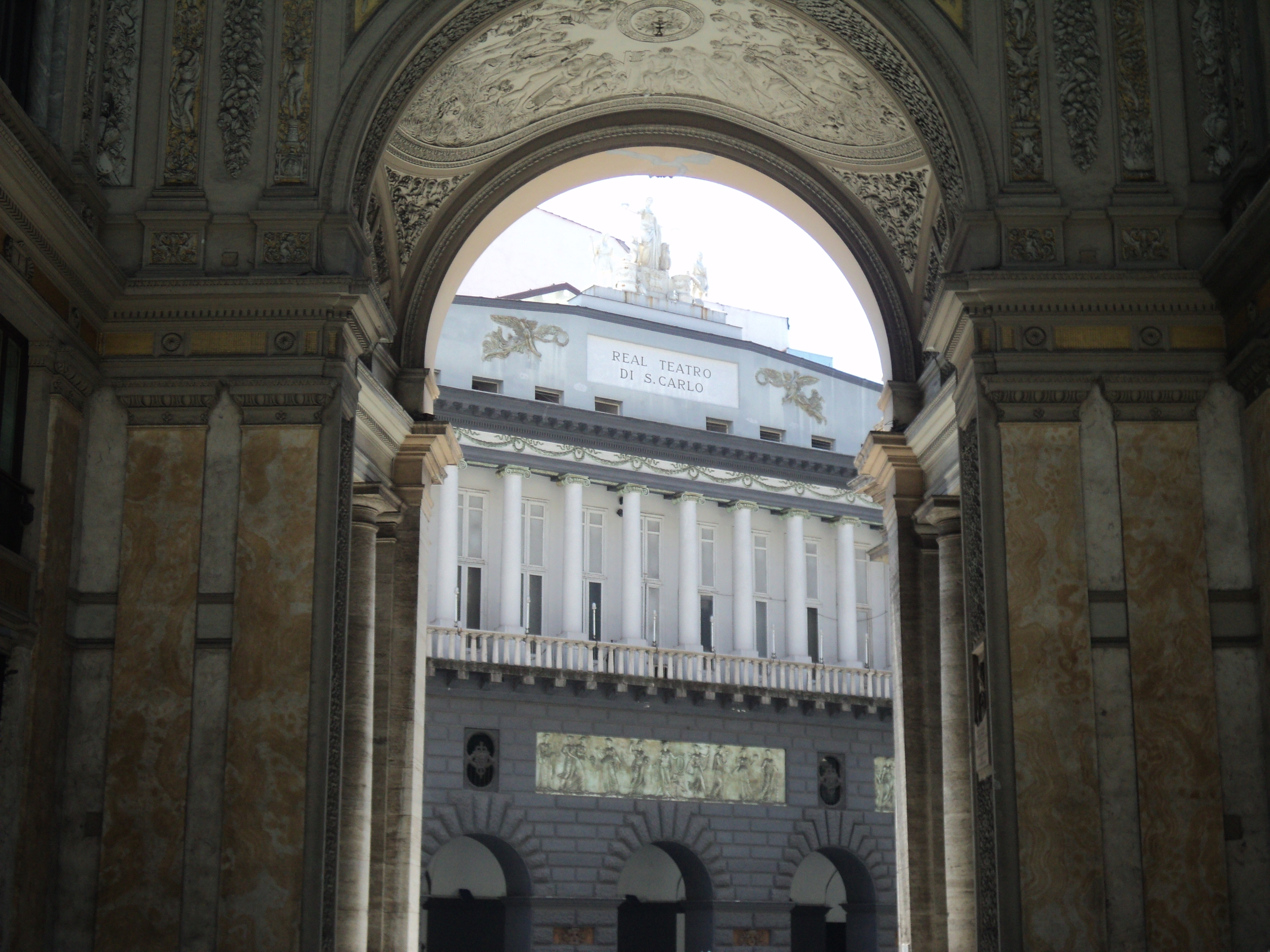
Vista verso il San Carlo
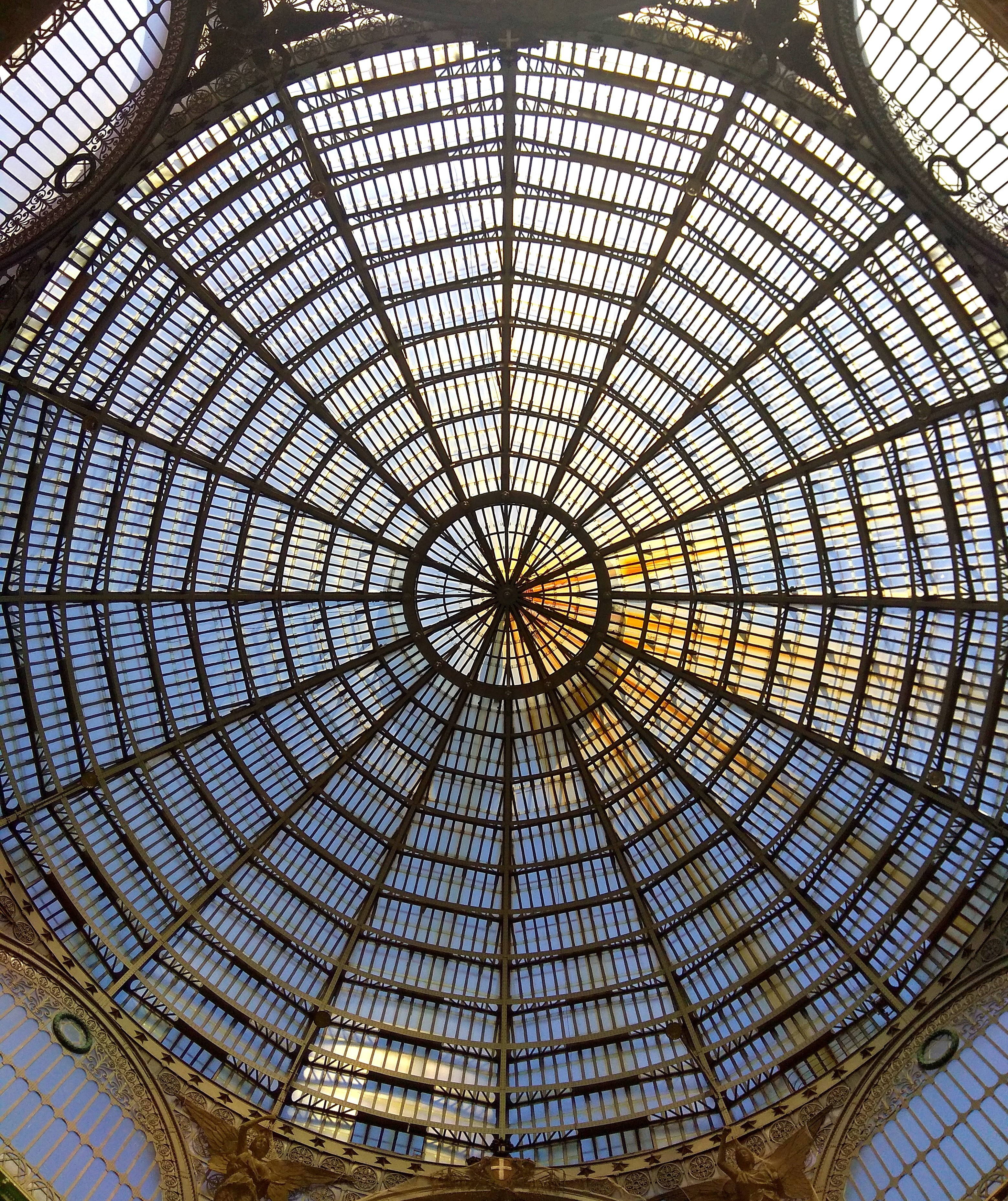
La cupola vista dall'interno
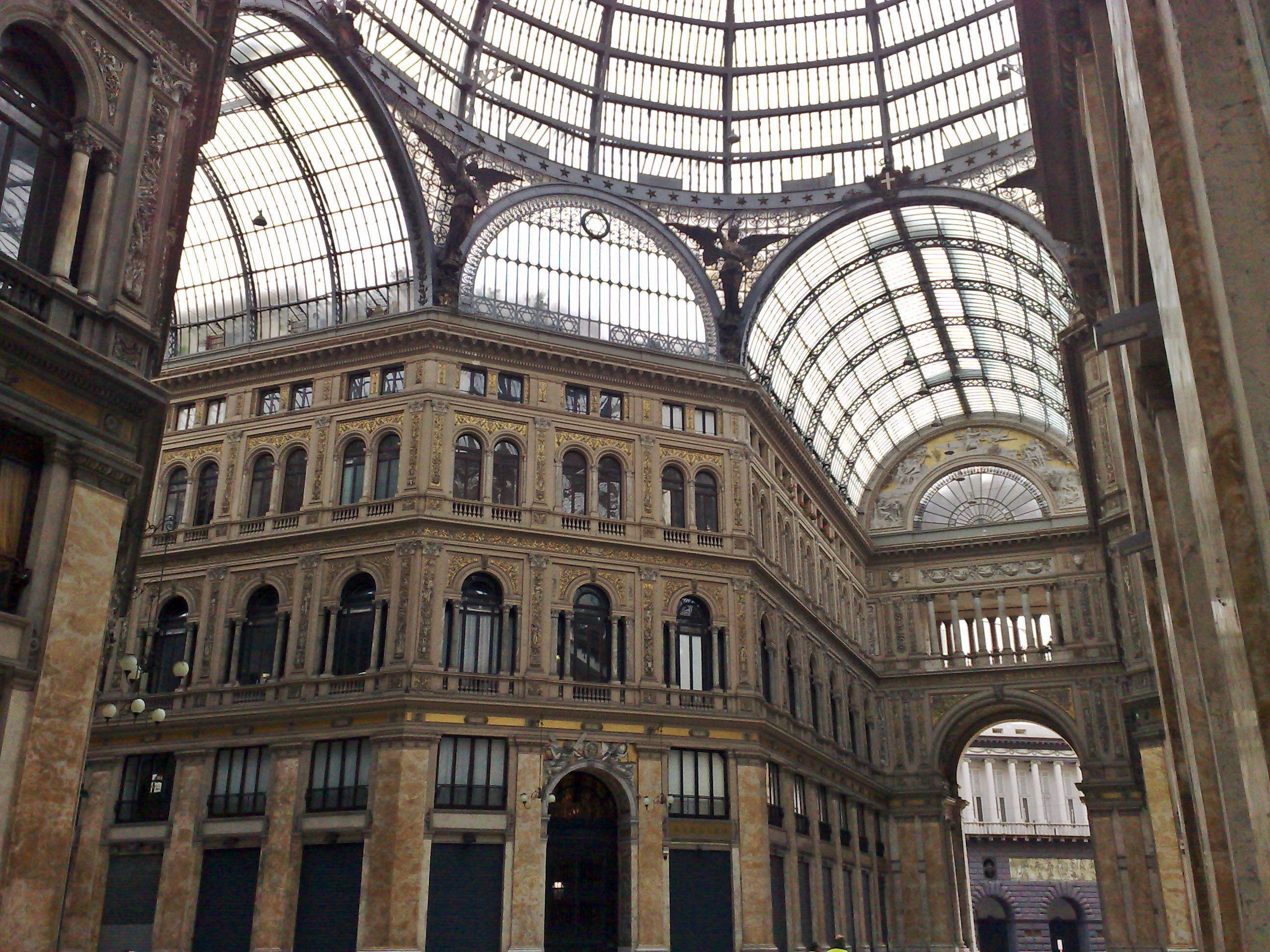
Vista interna
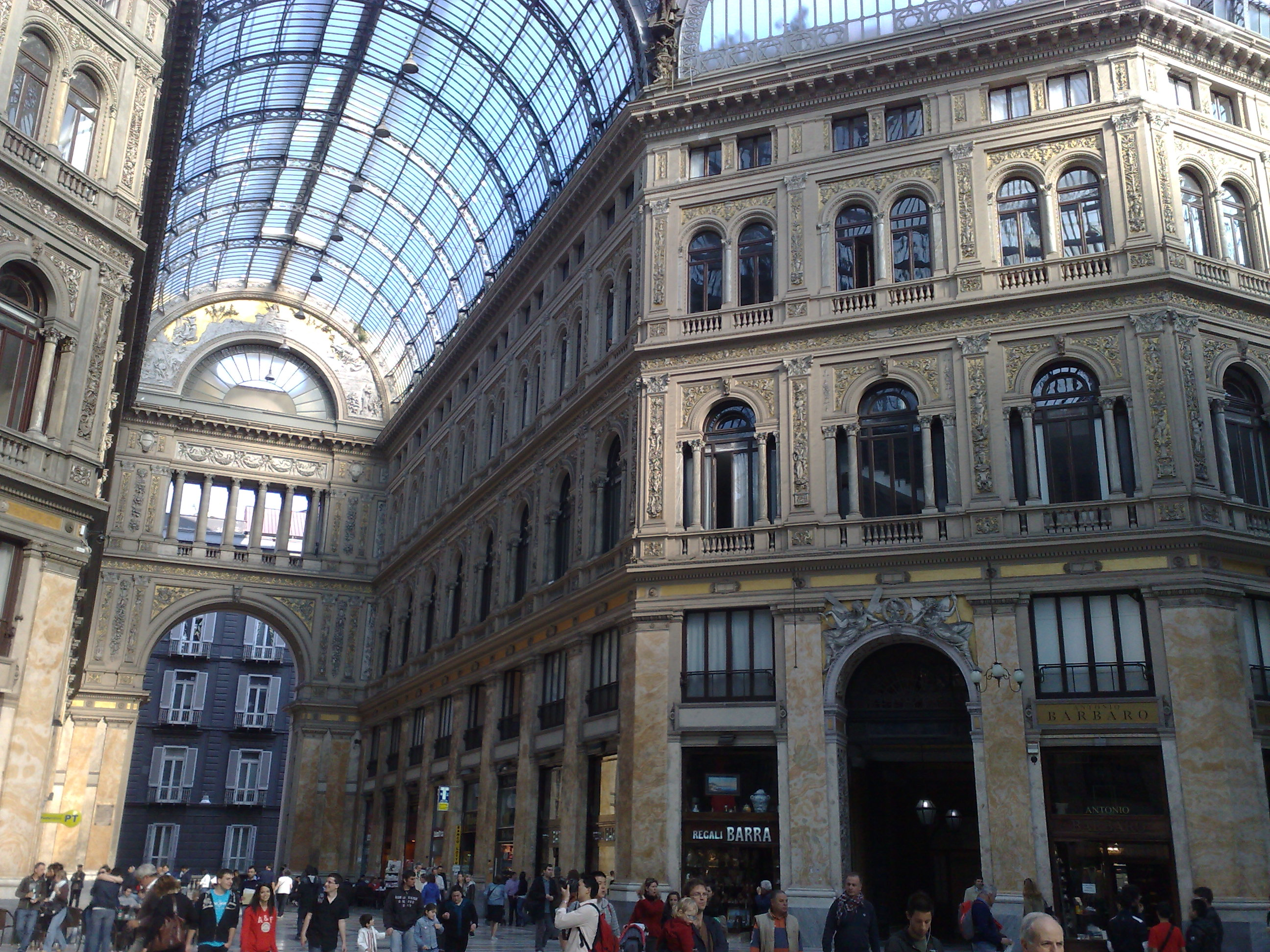
Vista interna
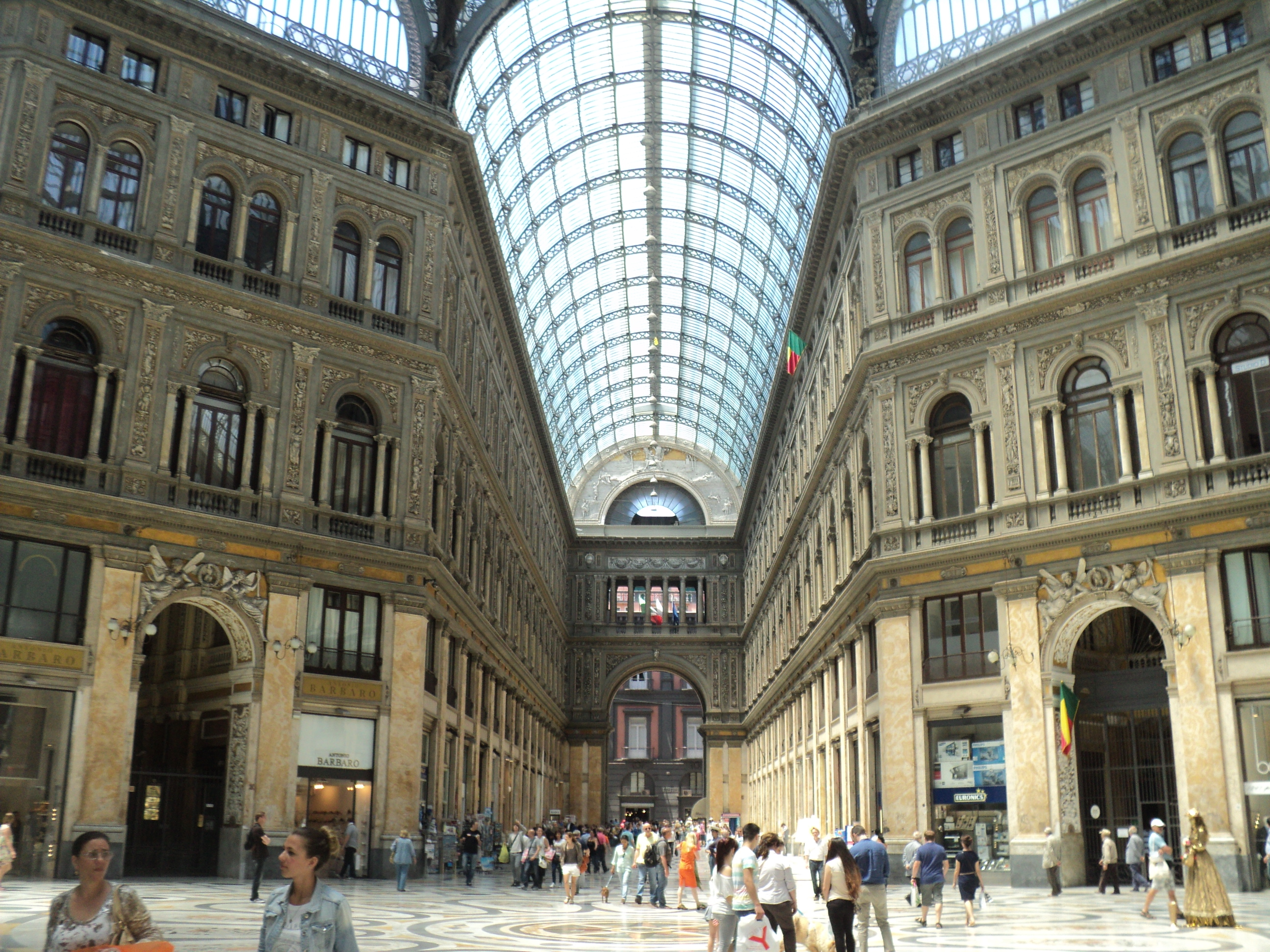
Vista interna

## Nel ventunesimo secolo
Progettata anche con l'intento di essere essa stessa un'opera monumentale, al pari delle altre circostanti (Maschio Angioino, Real Teatro San Carlo, Palazzo Reale, basilica di San Francesco Di Paola) la galleria Umberto I, sin dalla sua costruzione, divenne immediatamente un fondamentale polo commerciale della città di Napoli, grazie anche all'ubicazione che la vede circondata dalle strade dello struscio quali via Toledo, via Santa Brigida e la non lontana via Medina. Anche per la sua vicinanza a importanti luoghi della cultura e della politica, la Galleria ben presto divenne anche centro mondano della città, a tal punto da essere scelta nel 1896 come sede della prima sala cinematografica della città, nonché una delle prime in Italia, voluta dal padovano Mario Recanati, dove furono proiettati i primi film dei fratelli Lumière.
Questa ha ospitato per oltre 50 anni gli sciuscià, i lustrascarpe della città. Farsi lustrare le scarpe all'interno della galleria, era una usanza consentita agli uomini chic della città di Napoli. Oggi questo "rito" è scomparso, l'ultimo sciuscià "veterano", Antonio Vespa, detto Zì Tonino, è morto nel 2018.
All'interno della galleria ci sono gli ingressi di quattro stabili, strutturati su cinque piani, di cui i primi due sono utilizzati quasi unicamente per le attività commerciali presenti in Galleria (per lo più negozi di moda e abbigliamento, ristoranti e caffè e un fast food), mentre gli ultimi tre piani sono destinati ad uffici, qualche abitazione privata e ad alberghi. L'interno degli edifici ha recentemente subito un intervento di restauro che ha riportato all'aspetto originario le molte sculture decorative, gli imponenti busti e le caratteristiche decorazioni liberty. I lavori di restauro non sono ancora stati ultimati ma pian piano procedono per riportare questa splendida struttura al suo antico splendore.
Al secondo piano della facciata principale c'è il museo del corallo che ne occupa la gran parte; dai balconi del museo i rilievi di stucco della facciata del Teatro di San Carlo sono quasi “a portata di mano” e così pure le famose sculture marmoree di Carlo Nicoli che severamente sostengono le ampie finestre dei saloni principali.

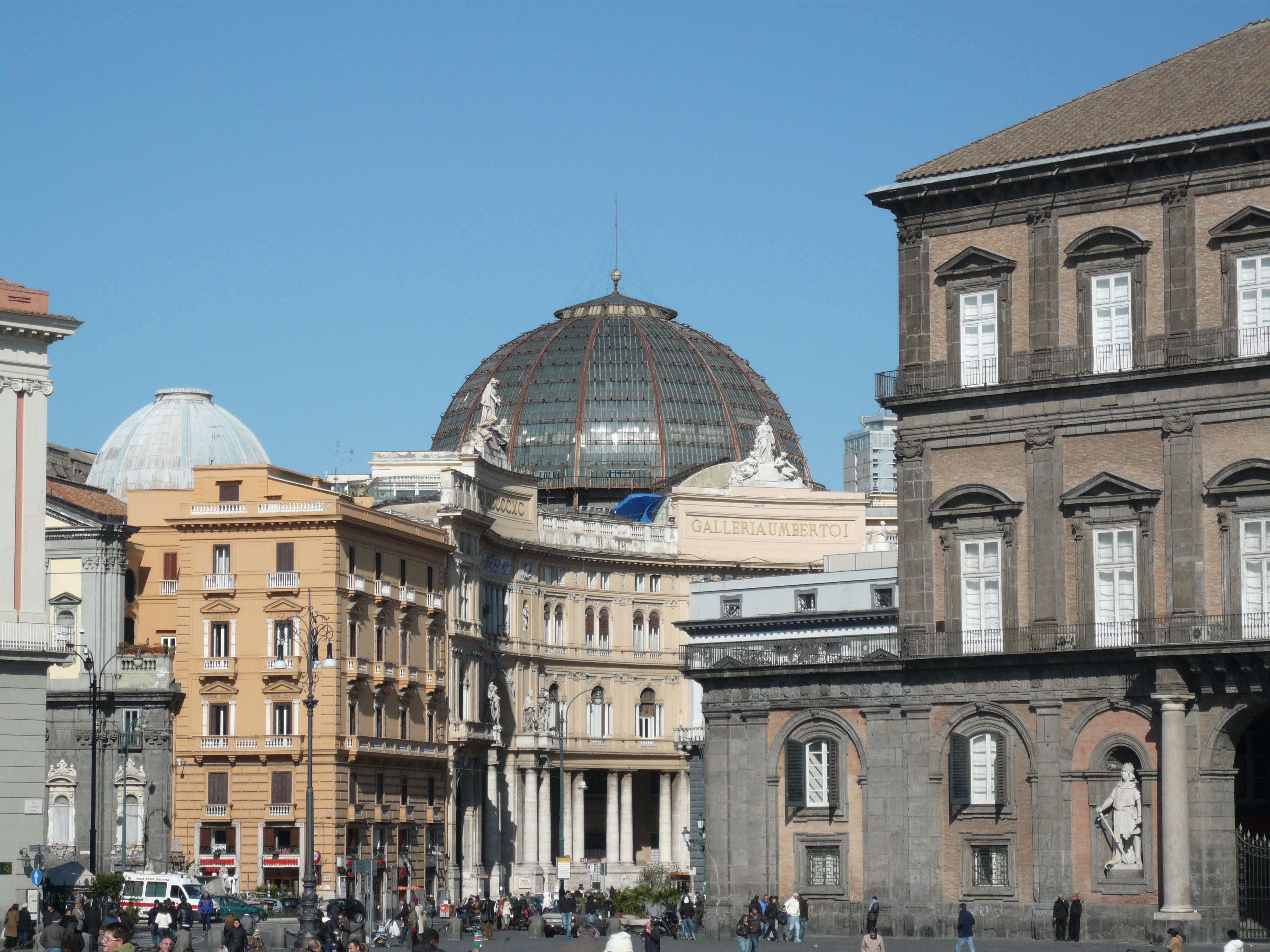
La galleria da piazza del Plebiscito
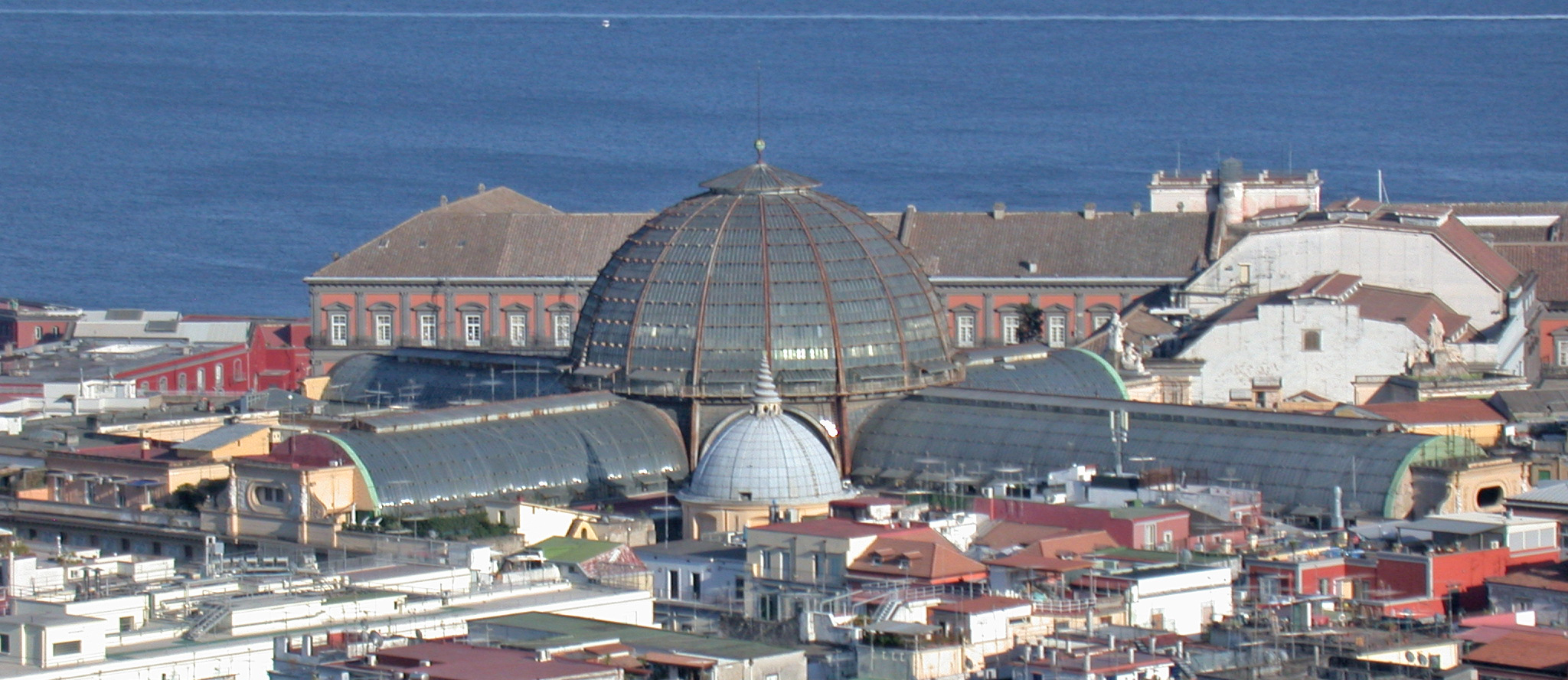
La galleria dalla Certosa di San Martino

## Collegamenti
È raggiungibile tramite la stazione Municipio della metropolitana.